# Funaria eberhardtii
Funaria eberhardtii är en bladmossart som beskrevs av Brotherus 1909. Funaria eberhardtii ingår i släktet spåmossor, och familjen Funariaceae. Inga underarter finns listade i Catalogue of Life.